# Route magistrale 10 (Serbie)
Pour les articles homonymes, voir M10 et Route 10.
La route magistrale 10 (en serbe : Државни пут ІВ реда број 10, Državni put IB reda broj 10 ; Магистрала број 10, Magistrala broj 10) est une route nationale de Serbie qui relie entre elles le quartier de Krnjača (Palilula) de la capitale serbe Belgrade passant par les villes Pančevo, Alibunar et Vršac jusqu’à la frontière serbo-roumaine. Cette route nationale fait partie de la route européenne 70 sur toute sa longueur.
Cette route débute près de l’intersection Krnjača entre les routes magistrales 13 et 47 passant par Pančevo, Alibunar et Vršac et ainsi continuant jusqu'à la frontière serbo-roumaine. 
À ce jour, elle ne comporte aucune section autoroutière (voie rapide en 2 x 2 voies).

## Description du tracé

### Route magistrale 10; de l’intersectionKrnjača(Belgrade) àVatin(poste-frontière)
|                     | Dénominations      | Connexions | Destinations                                | BK   |
| ------------------- | ------------------ | ---------- | ------------------------------------------- | ---- |
| Panneau bifurcation | Krnjača (Belgrade) | E70        | Zrenjanin                                   | 5,0  |
| Panneau bifurcation | Pančevo            |            | Pančevo, Kovin                              | 13,0 |
| Panneau bifurcation | Pančevo            | 130        | Pančevo, Kovačica                           | 14,0 |
| Panneau bifurcation | Alibunar           | 132        | Alibunar, Plandište                         | 46,0 |
| Panneau bifurcation | Banatski Karlovac  | 310        | Alibunar, Samoš                             | 51,0 |
| Section 310         |                    |            |                                             |      |
| Panneau bifurcation | Banatski Karlovac  | 310        | Banatski Karlovac, Kovin                    | 51,0 |
| Panneau bifurcation | Uljma              | 133        | Uljma, Straža                               | 63,0 |
| Panneau bifurcation | Vršac              |            | Vršac, Plandište, Bela Crkva                | 78,0 |
| Section             |                    |            |                                             |      |
| Panneau bifurcation | Vršac              |            | Vršac, Bela Crkva                           | 79,0 |
| Vatin               | Roumanie           | E70        | Route nationale roumaine 59 (vers Bucarest) | 91,0 |

## Route européenne
La route magistrale 10 est aussi :
| Numéro | Tracé                                                                                               |
| ------ | --------------------------------------------------------------------------------------------------- |
| E70    | Sur toute sa longueur (entre le carrefour Belgrade / et le poste-frontière Vatin Serbie / Roumanie) |